# Tmolus echion
Tmolus echion är en fjärilsart som beskrevs av Carl von Linné 1767. Tmolus echion ingår i släktet Tmolus och familjen juvelvingar. Inga underarter finns listade i Catalogue of Life.

## Bildgalleri

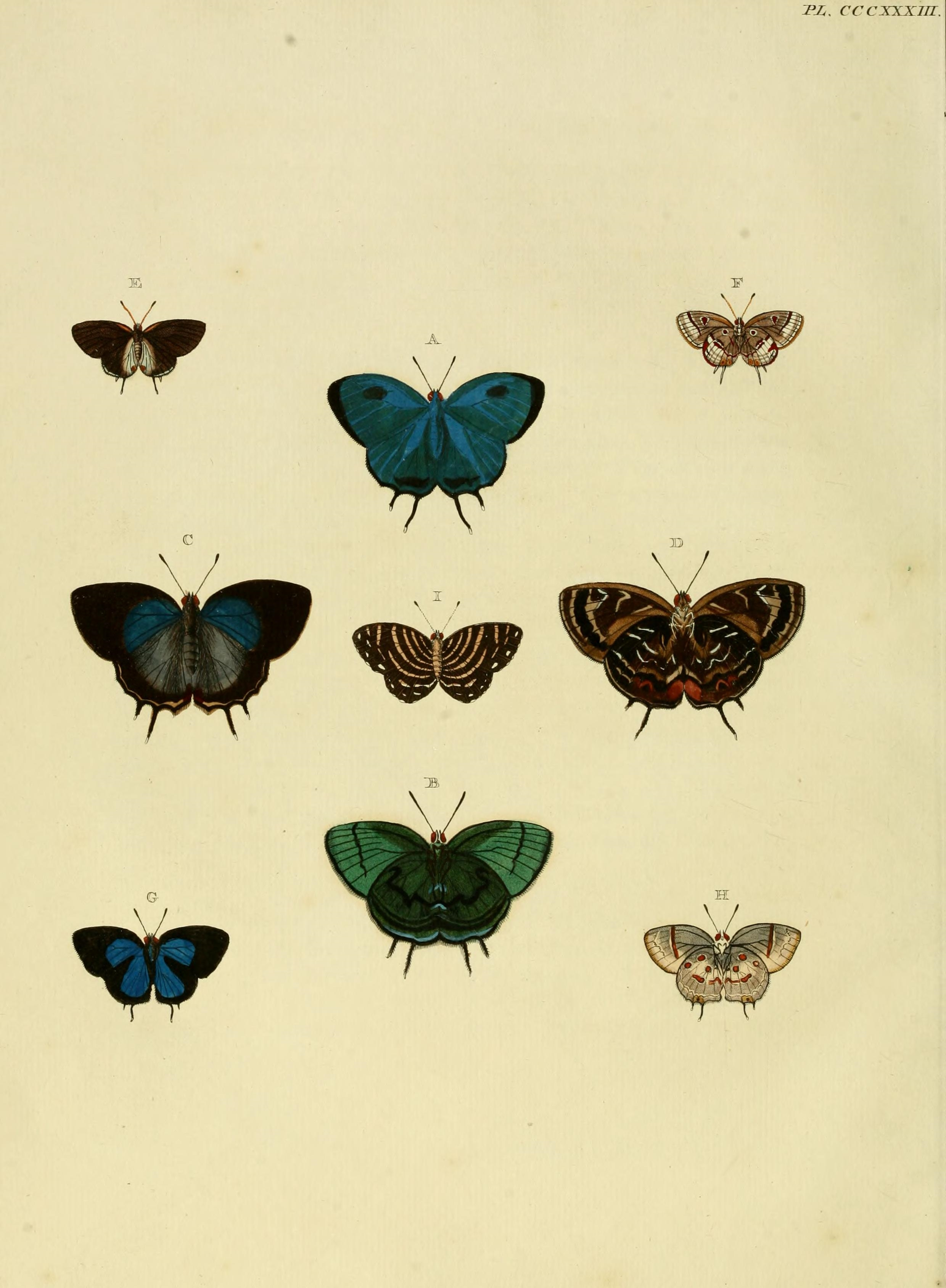
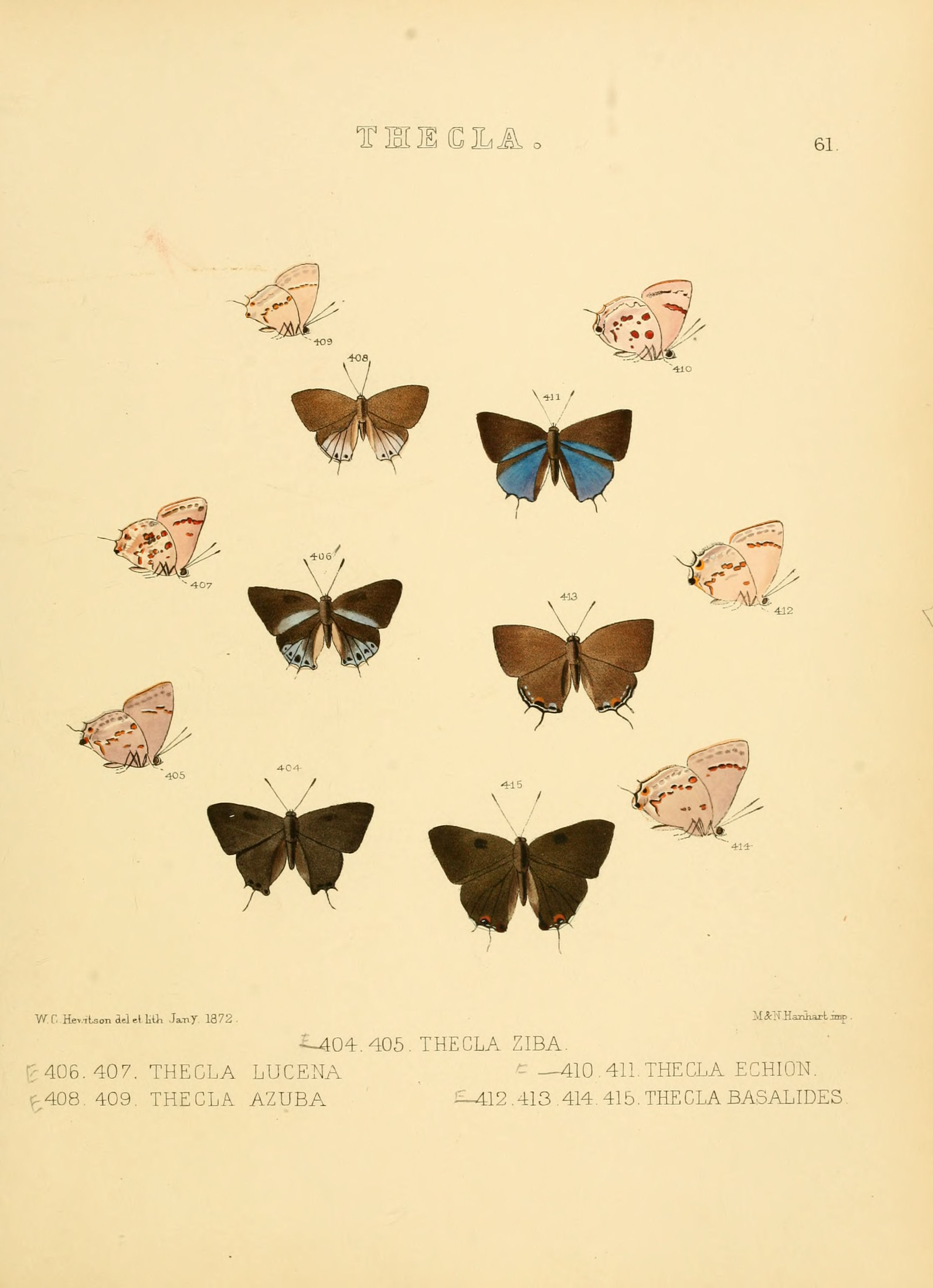